# Aberu Kebede
Pour les articles homonymes, voir Kebede.
Aberu Kebede Shewaye (née le 12 septembre 1989 dans la province de Shewa) est une athlète éthiopienne, spécialiste des courses de fond. 

## Biographie
En 2009, elle se classe troisième de l'épreuve individuelle des championnats du monde de semi-marathon, à Birmingham, derrière les Kényanes Mary Keitany et Philes Ongori, dans le temps de 1 h 7 min 39 s. Elle remporte par ailleurs la médaille d'argent par équipes avec ses coéquipières éthiopiennes Mestawet Tufa et Tirfi Tsegaye. En 2010, elle remporte le Marathon de Berlin dans le temps 2 min 23 s 58 ainsi que le Marathon de Rotterdam en 2 min 25 s 25. Elle participe au marathon des championnats du monde 2011, à Daegu, et se classe douzième de l'épreuve en 2 h 31 min 22 s.
En septembre 2012, elle remporte une nouvelle fois le Marathon de Berlin en portant son record personnel sur la distance à 2 h 20 min 30 s. En février 2013, elle s'impose lors du Marathon de Tokyo en 2 min 25 s 34. 

### Palmarès
| Date | Compétition                            | Lieu       | Résultat | Épreuve             | Temps           |
| ---- | -------------------------------------- | ---------- | -------- | ------------------- | --------------- |
| 2009 | Championnats du monde de semi-marathon | Birmingham | 3e       | Course individuelle | 1 h 07 min 39 s |
| 2009 | Championnats du monde de semi-marathon | Birmingham | 2e       | Par équipes         |                 |
| 2010 | Marathon de Berlin                     | Berlin     | 1re      | Marathon            | 2 h 23 min 58 s |
| 2011 | Championnats du monde                  | Daegu      | 12e      | Marathon            | 2 h 31 min 22 s |
| 2012 | Marathon de Berlin                     | Berlin     | 1re      | Marathon            | 2 h 20 min 30 s |
| 2013 | Marathon de Tokyo                      | Tokyo      | 1re      | Marathon            | 2 h 25 min 34 s |
| 2015 | Marathon de Boston                     | Boston     | 7e       | Marathon            | 2 h 26 min 52 s |
| 2016 | Marathon de Tokyo                      | Tokyo      | 4e       | Marathon            | 2 h 23 min 01 s |
| 2016 | Marathon de Berlin                     | Berlin     | 1re      | Marathon            | 2 h 20 min 40 s |

### Records
| Épreuve       | Performance     | Lieu       | Date              |
| ------------- | --------------- | ---------- | ----------------- |
| 10 000 m      | 30 min 48 s 26  | Utrecht    | 14 juin 2009      |
| Semi-marathon | 1 h 07 min 39 s | Birmingham | 11 octobre 2009   |
| Marathon      | 2 h 20 min 30 s | Berlin     | 30 septembre 2012 |